# Coprinopsis psychromorbida
Coprinopsis psychromorbida är en svampart som först beskrevs av Redhead & Traquair, och fick sitt nu gällande namn av Redhead, Vilgalys & Moncalvo 2001. Coprinopsis psychromorbida ingår i släktet Coprinopsis och familjen Psathyrellaceae.   Inga underarter finns listade i Catalogue of Life.